# Colnect
Colnect es un sitio web que contiene catálogos de artículos coleccionables el cual  permite que a sus usuarios agregar ítems y/o editar los mismos; además de la administración de sus distintas colecciones.
El catálogo de Tarjetas Telefónicas es el mayor del mundo.

## Historia
Colnect fue creado en 2002 como Islands Phonecards Database, con el objetivo de ser un catálogo de referencia para Tarjetas Telefónicas. En 2008, se agregaron sellos y monedas. En 2019, ya cuenta con 38 categorías distintas de coleccionables. 
Aquí se puede apreciar el detalle:
| Coleccionable                  | Agregado en        | Ítems en catálogo | Enlaces al catálogo                         |
| ------------------------------ | ------------------ | ----------------- | ------------------------------------------- |
| Tarjetas telefónicas           | Abril de 2002      | 453,702           | Catálogo de tarjetas                        |
| Sellos postales                | Septiembre de 2008 | 410,521           | Catálogo de sellos postales                 |
| Monedas                        | Septiembre de 2008 | 39,182            | Catálogo de monedas                         |
| Billetes                       | Mayo de 2009       | 45,860            | Catálogo de billetes                        |
| Tapones de bebidas             | Mayo de 2009       | 19,670            | Catálogo de tapas de botella                |
| Bolsita de té                  | Agosto de 2009     | 47,905            | Catálogo de bolsas de té                    |
| Tarjetas bancarias             | Noviembre de 2009  | 9,439             | Catálogo de tarjetas bancarias              |
| Billetes de transporte         | Noviembre de 2009  | 14,610            | Catálogo de billetes de transporte          |
| Llaves de hotel (Tarjetas)     | Noviembre de 2009  | 34,122            | Catálogo de llaves de hotel                 |
| Postales                       | Diciembre de 2009  | 29,779            | Catálogo de postales                        |
| Tarjetas de regalo             | Junio de 2010      | 41,848            | Catálogo de tarjetas de regalo              |
| Tarjetas de casino             | Junio de 2010      | 905               | Catálogo de tarjetas de casino              |
| Posavasos de cerveza           | Enero de 2011      | 24,011            | Catálogo de posavasos de cerveza            |
| Sobres de azúcar               | Junio de 2012      | 14,139            | Catálogo de sobres de azúcar                |
| Fichas                         | Junio de 2012      | 2,857             | Catálogo de fichas                          |
| Juego de cartas coleccionables | Julio de 2012      | 39,154            | Catálogo de juegos de cartas coleccionables |
| Sets de LEGO                   | Agosto de 2012     | 4,855             | Catálogo de sets de LEGO                    |

(Última Actualización: 21 de septiembre de 2013)

## Funciones
Los usuarios contribuyen a los catálogos de Colnect. Todos los visitantes del sitio web pueden visualizar los datos publicados (Fechas de emisión, tiradas, imágenes, etc.). Los usuarios registrados pueden administrar su propia colección, listas de intercambio y buscadas. Además es posible comparar sus listas con las listas de otros usuarios. Se puede adquirir una afiliación Premium con funciones ampliadas, esta afiliación es gratuita para los colaboradores.

## Estadísticas
Hasta el 19 de abril de 2012 había más de 351.888 teletarjetas, 242.589 sellos, 37.405 billetes, 30.011 monedas, 20.204 posavasos de cerveza y 14.442 chapas en Colnect. Coleccionistas de 128 países están regularmente activos en Colnect, muchos de ellos contribuyen al sitio web voluntariamente. Por ejemplo los traductores, que han traducido Colnect a más de 50 idiomas.

## Galardones
Colnect logró el primer premio en la competición Startup 2.0 para proyectos innovadores Web 2.0, celebrada en Bilbao en abril de 2009.